# 医王寺 (中津川市)
醫王寺（医王寺・いおうじ）は岐阜県中津川市落合にある浄土宗知恩院末の寺院。山号は瑠璃山。

## 歴史
古くは天台宗の巨刹であったとされるが、創建年・開山・開基とも不明である。
山中薬師とも呼ばれ、古来より子供の虫封じの薬師の寺として知られ、各地に薬師講ができるほど厚く信仰されていた。
醫王寺が所蔵する「薬師如来縁起」によると、奈良時代に疫病が流行した際、聖武天皇の勅命を受けた行基が諸国行脚を行い、西国に阿弥陀如来、南国に勢至菩薩、北国に虚空蔵菩薩、東国に薬師如来を安置して、衆生の病難を除去せんとしたのが由来である。
縁起によれば、行基が「御夢想」によって、「永く此山にしずまり衆生の病難を除かむ」ために刻み安置したものであるという。
御嵩の願興寺、奥三河の鳳来寺と共に三薬師の一つとされる。
保元・平治、文治・元暦の兵火により焼亡して衰退し、その後再興するも戦国時代に再び戦禍に遭い中絶した。
天文13年（1544年）、戦乱により罹災し廃寺になっていたが、正誉存徹が浄土宗に改宗して中興を果たした。
正徳年間(1711～1715年)の文書控には、次の記述がある。「京都知恩院直系 浄土宗 瑠璃山 医王寺 鎮守弁財天一社 地蔵一宇 御両様より御除地」
天明6年（1786年）に、七世の忍誉白雄の代に火災で焼失。
享和元年(1801年)、八世の行誉本孝の代に再建されされたが、「遠境近里の人々群集して、花の袂を飜せば、旦方里民は猶更に(中略)香花を献じ奉る」様で境内では句会も催された。
再建の功労者で落合宿脇本陣当主の塚田彌左衛門光富の句を筆頭に額になって本堂に掲げられている。
島崎藤村は夜明け前の中で「その境内の小さな祠の前に見出さるる幾多の奉納物は、百姓等の信仰のいかに素朴であるかを物語ってゐる」と記しているように、古来から醫王の寺として子供の虫封じの薬師として信仰の厚かったことがわかる。
大正15年（1926年）に壱萬伍千圓を費やして本堂の改築ならびに書院・玄関を新築した。正面扉のみが前建築のものである。その扉には「江戸深川」・「文政」などの筆の跡が見える。その昔中山道を往来した旅人の落書きである。
昭和36年（1961年）に庫裡の再建を行い、今に至る。

### 寺宝
文政5年(1822年)の控には、
「本尊　薬師　行基御作、脇建　日光　月光新仏、十二神　新仏、弥陀　本造　恵心御作、観音　宮殿入」と、当時の什物が記されているが、
現在伝わる什物は、本尊の薬師如来、日光・月光菩薩、十二神像、弥陀があり、
本尊の薬師如来は厨子入りの秘仏であるため拝観することはできないが、御前立に薬師如来立像と、日光・月光菩薩像が安置されており、左右の段に侍る十二神将は彩色を施された小型の像である。
下馬庚申とも言われる庚申像が安置されている。
本尊の薬師如来は、日光菩薩と月光菩薩を脇侍として伴った薬師三尊であり、十二神将を従えて四天王が四隅をおさえて須弥壇を護る構えとなっている。
釈迦如来、阿弥陀如来の像があり、阿弥陀如来は観音菩薩と勢至菩薩を脇侍としている。
浄土宗の高祖善導と、宗祖法然(円光大師)の像がある。

### 境内
かつては木曽義仲が植えたと伝わる樹齢300年の枝垂桜があったが、伊勢湾台風時に倒れた。現在ある高さ2m程の桜は、倒れた親木から芽を出した若木を植え継いだものである。　
この桜の東には、根回り2m78cm、高さ10mの松が2本、幹を伸ばしており、その樹下に三世の香誉春我の代に建てた三重石塔があり、その中には銅造の薬師如来像が奉安されている。
これと並んで昭和9年(1934年)に建立の北部耕地整理組合完成記念碑があり、徳本上人の名号碑、恵那中部新四国八十八か所のうち、四十一番の弘法大師像を祀る弘法堂、稲荷神社、荒祠の地蔵堂がある。
さらに奥庭の池には「梅が香に のっと日の出る 山路かな」と刻まれた松尾芭蕉の句碑があり、裏には「嘉永六丑春」と刻まれている。
この句は、ここで詠まれたものではないが、当時落合宿在住の美濃派の宗匠の嵩左坊を中心として俳諧熱はかなりのものであった。
碑の建立の主宰者は、嵩左坊の子の幾昔である。

### 狐膏薬
中山道落合宿の名物であった狐膏薬は、刀の切り傷によく効くと言われ、医王寺の薬師如来の加護により作られたという伝説があり、今も看板が残されている。
十返舎一九は、木曾街道続膝栗毛の中で、
やがてかごは 十きょくとうげにさしかかる。此ところにて きつねかうやく といふをうる家おほし
「サアサアおかいなさってござりませ。当所の名寶、狐膏薬 御道中お足のいたみ・金瘡・切疵・ねぶと・はれもの・ところきらはず、ひとつけにてなをる事うけあい、ほかにまた すいがうやくの すいよせることは、金持の金銀をすいよせ、ほれた女中方をも ひたひたとすいよせる事、きみょう希代、おたしなみに お買いなされ」
膏薬の効能書きを彫った版木も看板と共に醫王寺の保存されている。